# Bezirk Rohatyn

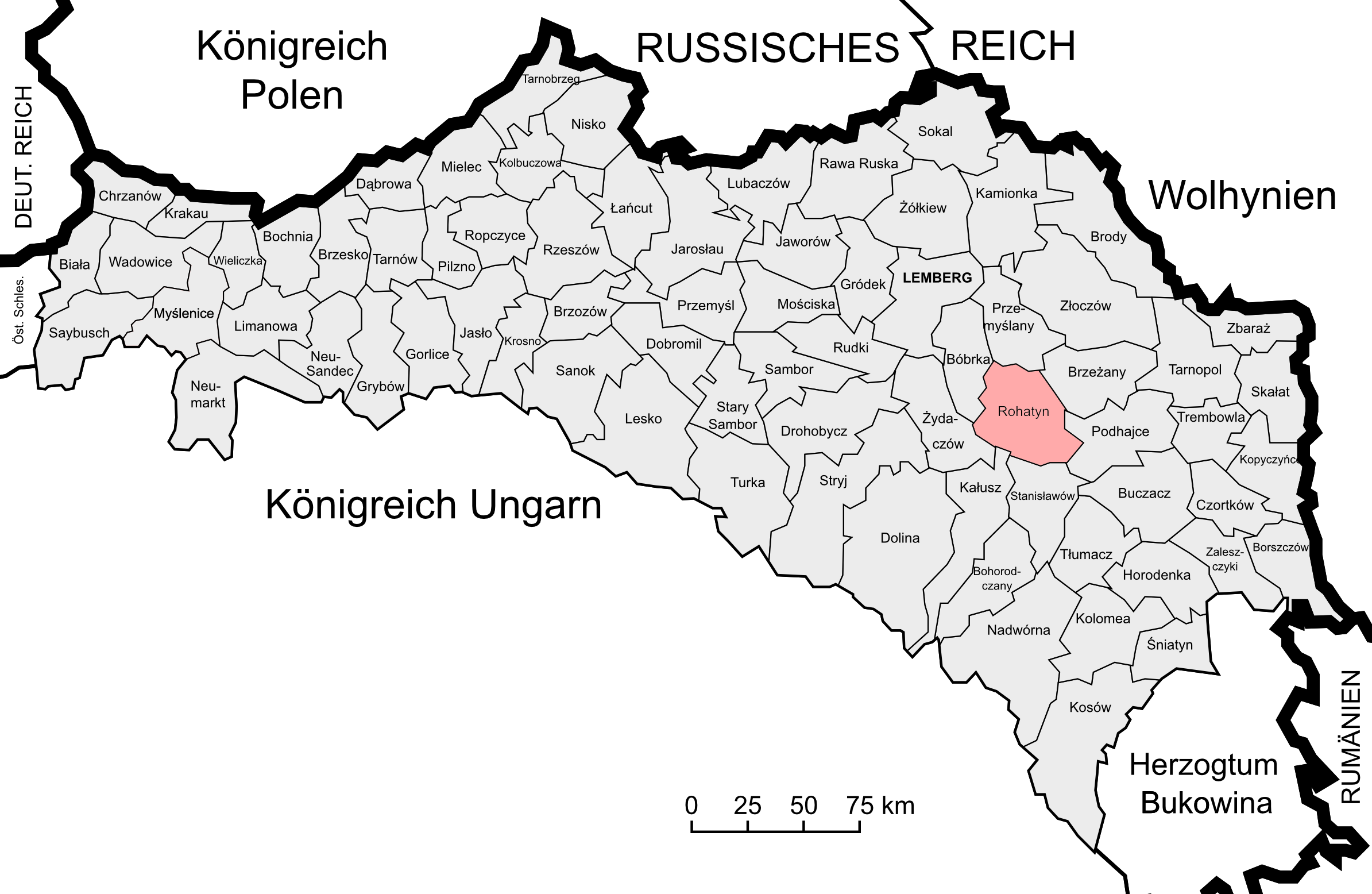
Lage des Bezirks Rohatyn im Kronland Galizien und Lodomerien

Der Bezirk Rohatyn war ein politischer Bezirk im Kronland Galizien und Lodomerien. Sein Gebiet umfasste Teile Ostgaliziens in der heutigen Westukraine (Oblast Iwano-Frankiwsk, Rajon Rohatyn sowie Teilen des Rajons Halytsch und des Rajons Monastyryska), Sitz der Bezirkshauptmannschaft war die Stadt Rohatyn. Nach dem Ersten Weltkrieg musste Österreich den gesamten Bezirk an Polen abtreten.
Er grenzte im Norden an den Bezirk Przemyślany, im Nordosten an den Bezirk Brzeżany, im Südosten an den Bezirk Podhajce, im Süden an den Bezirk Stanislau, im Südwesten an den Bezirk Żydaczów sowie Nordwesten an den Bezirk Bóbrka.

## Geschichte
Nachdem die Kreisämter Ende Oktober 1865 abgeschafft wurden und deren Kompetenzen auf die Bezirksämter übergingen, schaffte man nach dem Österreichisch-Ungarischen Ausgleich 1867 auch die Einteilung des Landes in zwei Verwaltungsgebiete ab. Zudem kam es im Zuge der Trennung der politischen von der judikativen Verwaltung zur Schaffung von getrennten Verwaltungs- und Justizbehörden. Während die gerichtliche Einteilung weitgehend unberührt blieb, fasste man Gemeinden mehrerer Gerichtsbezirke zu Verwaltungsbezirken zusammen.
Der neue politische Bezirk Rohatyn wurde aus folgenden Bezirken gebildet:
- Bezirk Bursztyn (mit 36 Gemeinden)
- Bezirk Rohatyn (mit 38 Gemeinden)
- Teilen des Bezirks Chodorów (Gemeinden Dehowa, Doliniany, Knihynicze, Oskrzesińce, Pomonięta, Psary, Wasiuczyn und Zagórze)
- Teilen des Bezirks Halicz (Gemeinden Bouszów, Demianów, Demeszkowce, Hanuszowce mit Jastrzębica, Niemszyn, Ruzdwiany und Słobudka)
- Teilen des Bezirks Wojniłów (Gemeinden Bukaczowce, Czahrów, Czerniów, Kozara, Kołokolin, Martynów Nowy, Martynów Stary, Nowoszyn, Podmichałowce, Poświrż mit Słoboda, Wiszniów, Żurawienko und Żurów)
- Teilen des Bezirks Żurawno (Gemeinden Hrehorów mit Ostrow)

Der Bezirk Rohatyn bestand bei der Volkszählung 1910 aus 105 Gemeinden sowie 94 Gutsgebieten und umfasste eine Fläche von 1161 km². Hatte die Bevölkerung 1900 noch 109.607 Menschen umfasst, so lebten hier 1910 124.966 Menschen. Auf dem Gebiet lebten dabei mehrheitlich Menschen mit ruthenischer Umgangssprache (71 %) und griechisch-katholischem Glauben, Juden machten rund 11 % der Bevölkerung aus.
Am 1. Juni 1905 kam zu den bereits bestehenden Gerichtsbezirken Bursztyn und Rohatyn noch der bereits 1899 kundgemachte Gerichtsbezirk Bołszowce hinzu.

## Ortschaften
Auf dem Gebiet des Bezirks bestanden 1910 Bezirksgerichte in Bołszowce, Bursztyn und Rohatyn, diesen waren folgende Orte zugeordnet:
Gerichtsbezirk Bołszowce:
- Markt Bołszowce
- Bouszów
- Bybło
- Chochoniów
- Demeszkowce
- Dryszczów
- Dytiatyn
- Hanowce
- Herbutów
- Jabłonów
- Markt Konkolniki
- Kunaszów
- Podszumlańce
- Popławniki
- Skomorochy Nowe
- Skomorochy Stare
- Słobódka Bołszowiecka
- Słobódka Konkolnicka
- Zagórze Konkolnickie
- Żelibory

Gerichtsbezirk Bursztyn:
- Markt Bukaczowce
- Markt Bursztyn
- Czahrów
- Czerniów
- Demianów
- Jezierzany
- Junaszków
- Kołokolin
- Korostowice
- Kozara
- Kunicze
- Kuropatniki
- Lipica Dolna
- Ludwikówka
- Martynów Nowy
- Martynów Stary
- Nastaszczyn
- Niemszyn
- Podmichałowce
- Poświerz
- Ruzdwiany
- Sarnki Dolne
- Sarnki Górne
- Sarnki Średnie
- Słoboda Bukaczowiecka
- Stasiowa Wola
- Świstelniki
- Tenetniki
- Wiszniów bestehend aus den Ortsteilen Lukowiec und Wiszniów
- Żurawienko
- Żurów bestehend aus den Ortsteilen Lukowiec und Żurów

Gerichtsbezirk Rohatyn:
- Babuchów
- Bieńkowce
- Czercze
- Cześniki
- Danilcze
- Dehowa
- Doliniany
- Dubryniów
- Dziczki
- Markt Firlejów bestehend aus den Ortsteilen Adwokacya und Firlejów
- Fraga
- Honoratówka
- Hrehorów
- Jahłusz
- Jawcze
- Kleszczówna
- Markt Knihynicze
- Koniuszki
- Kutce
- Lipica Górna
- Łopuszna
- Lubsza
- Łuczyńce
- Mełna
- Obelnica
- Oskrzesińce
- Perenówka
- Podborże
- Markt Podgrodzie
- Markt Podkamień
- Podwinie
- Pomonięta
- Potok
- Psary
- Puków
- Putiatyńce
- Stadt Rohatyn bestehend aus den Ortsteilen Babince und Rohatyn
- Ruda
- Markt Stratyn Miasto
- Stratyn Wieś
- Ujazd
- Wasiuczyn
- Wierzbiłowce
- Wyspa
- Zagórze Knihynickie
- Załanów
- Zalipie
- Załuże bestehend aus den Ortsteilen Soloniec und Załuże
- Zołczów